# Пилар, Иво
Иво Пилар (1874—1933) — хорватский политик, публицист и юрист. Считается основателем хорватской геополитической науки, является одним из основателей загребского социологического общества.

## Биография
Родился в Загребе 19 июня 1874 года. В 1899 году в Вене получил степень доктора юридических наук. Своей работой о современном искусстве (1898) повлиял на развитие хорватского модернизма, выступая за свободное самовыражение деятелей искусства.
Магнум опусом Иво Пилара считается труд «Южнославянский вопрос и мировая война» (опубликован в Вене в 1918), который был написан Пиларом под псевдонимом L. v. Südland (Судланд дословно переводится как «южноземельный» или «южная земля»). Книга была написана на немецком, так как по задумке Пилара предназначалась, прежде всего, для высших лиц Австрии и австрийских военных кругов, в данной работе Пилар также выступил за объединение хорватских земель и против союза с Сербией.
Пилар также пытался сформировать  типаж идеального хорвата — по мнению Пилара хорваты, в отличие от сербов, сумели сохранить нордическое и арийское наследие своих славянских предков, поскольку не скрещивались с темнокожими цыганскими племенами.